# Głazow
Głazow (ros. Глазов) – miasto w Udmurcji (Rosja), nad Czepcą (lewy dopłwy Wiatki). 85 tys. mieszkańców (2025).
W mieście rozwinął się przemysł maszynowy, metalowy, materiałów budowlanych, drzewny oraz lekki.

## Sport

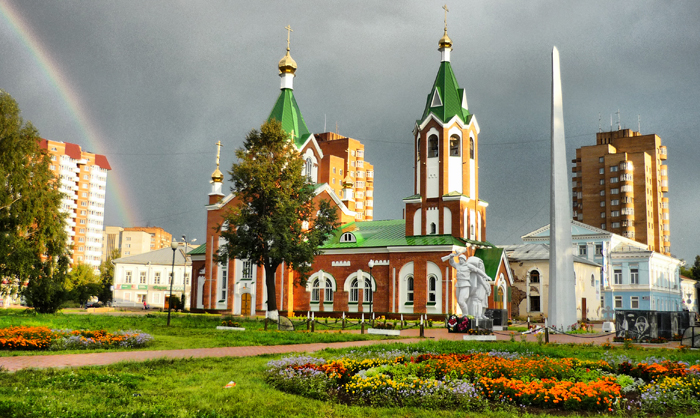
Centrum

- Progriess Głazow – klub hokejowy